# 克里夫蘭 (阿肯色州)
克里夫蘭（英語：Cleveland）是位於美國阿肯色州康韋縣的一個非建制地區。該地的面積和人口皆未知。

## 地理
克里夫蘭的座標為35°25′17″N 92°42′35″W / 35.42139°N 92.70972°W，而該地的平均海拔高度為222米（即728英尺）。